# كرايغ أرمسترونغ
كرايغ أرمسترونغ (بالإنجليزية: Craig Armstrong)‏ (23 مايو 1975 في المملكة المتحدة - ) هو مدرب كرة قدم ولاعب كرة قدم بريطاني في مركز الوسط. لعب مع برادفورد سيتي وشيفيلد وينزداي وغريمسبي تاون وفوريست غرين ونادي بريستول روفيرز ونادي بيرتن ألبيون ونادي بيرنلي ونادي غيلينغهام ونادي واتفورد ونوتينغهام فورست وهدرسفيلد تاون وEastwood Town F.C. ‏ وHucknall Town F.C. ‏ ونادي كيدرمينستر هاريرز لكرة القدم ونادي مانسفيلد تاون ونادي تشيلتنهام تاون لكرة القدم ونادي بوسطن يونايتد.

## وصلات خارجية
- كرايغ أرمسترونغ على موقع قاعدة بيانات كرة القدم.إي يو (الإنجليزية)
- كرايغ أرمسترونغ على موقع Soccerbase.com (لاعب) (الإنجليزية)
- كرايغ أرمسترونغ على موقع عالم كرة القدم.نت (الإنجليزية)